# Nurmarivier
De Nurmarivier (Zweeds: Nurmajoki) is een rivier, die stroomt in de Zweedse  gemeente Kiruna. De rivier ontstaat uit een aantal afwateringsrivieren van berghellingen en moerassen. Het riviertje is nauwelijks 3 kilometer lang; ze stroomt door onbewoond gebied.